# Imre Lőrenthey
Imre Lőrenthey, auch Emerich Lörenthey, (* 17. April 1867 in Pest; † 13. August 1917 in Nyírmada) war ein ungarischer Paläontologe.

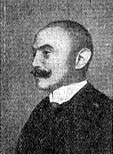
Imre Lőrenthey

Lőrenthey studierte 1885 bis 1889 an der Universität Budapest, wo er Schüler von Maximilian Hantken war. Nach einer Studienreise nach Italien, der Schweiz, Frankreich und London und der Promotion 1890 war er Assistent von Antal Koch (Anton Koch, 1843–1927) an der Universität Cluj-Napoca (Klausenburg). Danach war er wieder in Budapest, wo er sich 1896 in Paläontologie von Wirbellosen habilitierte. 1897/98 war er bei Karl Alfred von Zittel in München. 1899 wurde er Dozent an der Universität Budapest, 1807 außerordentlicher und 1914 ordentlicher Professor. 
Er befasste sich besonders mit Decapoden, dem Pannonischen Becken und der Geologie der Umgebung von Budapest. Sein bei seinem Tod unvollendetes Werk über fossile Dekapoden in Ungarn kam auf Vorschlag von Edwin Hennig und Franz Nopcsa in die Bearbeitung von Karl Beurlen.
1905 wurde er Mitglied der Ungarischen Akademie der Wissenschaften und 1912 Mitglied der Paläontologischen Gesellschaft.

## Schriften
- Die Pannonische Fauna von Budapest. Palaeontographica 48, 1902, 137–256[2]
- Beiträge zur Entwicklung des Eozäns und seiner Fauna in Nordalbanien. Mitt. Jahresbuch Kgl. Ungar. Geolog. Anstalt, Budapest 1926
- Die oberen pontischen Sedimente und deren Fauna bei Szegzárd, Nagy-Mányok und Árpád. Mitt. Jahresbuch Kgl. Ungar. Geolog. Anstalt, Budapest 1894
- Beiträge zur Decapodenfauna des ungarischen Tertiärs. Über die Brachyuren der palaeontologischen Sammlung des bayerischen Staates. 1898[3]
- Die fossilen Dekapoden der Länder der ungarischen Krone. Geolog. Hungarica, Ser. Palaeont., 3, 1929, 1–420 (von Karl Beurlen vervollständigt)